# Billboard (grafika komputerowa)
Billboard – płaski obiekt, zwykle kwadratowy, skierowany przodem w stronę kamery. Jego ustawienie zmienia się przy każdym poruszeniu kamery bądź samego billboardu, ustawiany jest zawsze przodem w stronę kamery. Są dwa rodzaje billboardów: punktowe – ustawiane w kierunku jednego punktu i kierunkowe – ustawiane kierunkowo względem kamery.